# Грезер, Ференц
Лейтенант Ференц Грезер (нем. Ferenc Gräser, 18 октября 1892, Ньирмада, Транслейтания, Австро-Венгрия — 17 мая 1918, Тревизо, Королевство Италия) — один из самых успешных летчиков-истребителей военно-воздушных сил Австро-Венгрии в Первой мировой войне.

## Биография
Когда началась Первая мировая война, Грезер проходил обучение в Будапештском техническом университете. На фронт отправился в октябре 1914 года в составе 72-го пехотного полка, но вскоре был отправлен в школу подготовки офицеров резерва в Эстергоме. И после её успешного завершения в июле 1915 года, служил в качестве командира пулемёта на Восточном фронте. В июле 1916 года госпитализируется, в связи с полученным ранением, спустя месяц добровольно записывается в авиационные войска, и получает соответствующее образование в Винер-Нойштадте на наблюдателя самолёта-разведчика. Благодаря своему предыдущему опыту, накопленному в качестве командира пулемёта, уже в этой должности начал сбивать вражеские самолёты.
В дальнейшем, как и многие другие наблюдатели, он доучился на пилота.
Был сбит 17 мая 1918 года около Тревизо.